# Ted Rooney
Ted Rooney (Portland, 22 settembre 1960) è un attore statunitense noto per il ruolo di Morey Dell nella serie televisiva Una mamma per amica.

## Biografia
Rooney è nato e cresciuto a Portland in Oregon. È il settimo di nove figli. Si è laureato alla Grant High School, dove suo padre era insegnante e allenatore di basket, e ha poi proseguito gli studi da attore presso il Lewis and Clark College e la Temple University. Dopo il college, l'attore, alto quasi due metri (1m 99 cm), nel 1984 si è trasferito in Germania dove ha giocato da semi-professionista. Ha poi vissuto per sei anni a New York, per poi trasferirsi a Los Angeles dove ha portato avanti una carriera da attore che l'ha visto recitare in numerosi ruoli da caratterista per film e serie televisive, oltre che in trentacinque spot pubblicitari. Attualmente insegna recitazione per la televisione a Portland.

## Filmografia

### Cinema
- Celtic Pride - Rapimento per sport (Celtic Pride), regia di Tom DeCerchio (1996)
- I Flintstones in Viva Rock Vegas (The Flintstones in Viva Rock Vegas), regia di Brian Levant (2000)
- Dancing at the Blue Iguana, regia di Michael Radford (2000)
- L'uomo che non c'era (The Man Who Wasn't There), regia di Joel ed Ethan Coen (2001)
- La rivincita delle bionde (Legally Blonde), regia di Robert Luketic (2001)
- Big Fat Liar, regia di Shawn Levy (2002)
- Il maestro cambiafaccia (The Master of Disguise), regia di Perry Andelin Blake (2002)
- Debito di sangue (Blood Work), regia di Clint Eastwood (2002)
- Una scatenata dozzina (Cheaper by the Dozen), regia di Shawn Levy (2003)
- L'invidia del mio migliore amico (Envy), regia di Barry Levinson (2004)
- Naked Under Heaven, regia di William Bilowit (2007)
- Bucksville, regia di Chel White (2011)
- Gone, regia di Heitor Dhalia (2012)
- Cell Count, regia di Todd E. Freeman (2012)
- The Kill Hole, regia di Mischa Webley (2012)
- Zampa 2 - I cuccioli di Natale (Santa Paws 2: The Santa Pups), regia di Robert Vince (2012)
- Sunshine Girl and the Hunt for Black Eyed Kids, regia di Nicholas J. Hagen (2012)
- Future Perfect, regia di Marc Steele (2013)
- A Standing Still, regia di Scott Ballard (2014)
- The Weather Outside, regia di Jason Freeman (2015)
- Undeserved, regia di Marc Steele (2016)
- Last Seen in Idaho, regia di Eric Colley (2018)
- Pretty Broken, regia di Brett Eichenberger (2018)
- First Cow, regia di Kelly Reichardt (2019)
- The Water Man, regia di David Oyelowo (2020)
- The Last Champion, regia di Glenn Withrow (2020)
- Showing Up, regia di Kelly Reichardt (2022)

### Televisione
- E.R. - Medici in prima linea (ER) – serie TV, 6 episodi (1997-1998)
- La vendetta del ragno nero (Earth vs. the Spider), regia di Scott Ziehl – film TV (2001)
- Roswell – serie TV, episodi 1x12-2x17-2x18 (2000-2001)
- CSI - Scena del crimine (CSI: Crime Scene Investigation) – serie TV, episodio 5x11 (2005)
- Una mamma per amica (Gilmore Girls) – serie TV, 19 episodi (2000-2007)
- Boardwalk Empire - L'impero del crimine (Boardwalk Empire) – serie TV, episodi 2x2-2x9 (2011)
- Grimm – serie TV, episodi 1x7-4x9-4x10 (2011-2015)
- Automata – serie TV, episodi 1x3-1x4 (2017-2018)

## Doppiatori italiani
Nelle versioni in italiano delle opere in cui ha recitato, Ted Rooney è stato doppiato da:
- Oliviero Dinelli in CSI - Scena del crimine, Zampa 2 - I cuccioli di Natale
- Vittorio Stagni ne La vendetta del ragno nero
- Sergio Lucchetti in Carnivàle